# Безобразова, Елизавета Дмитриевна
Елизавета Дмитриевна Безобразова (урожденная Маслова; 3 (15) марта 1836 — 6 (18) сентября 1881, Царское Село, Санкт-Петербургская губерния, Российская империя) — русская писательница, супруга академика Владимира Павловича Безобразова.

## Биография
Елизавета Маслова родилась 3 марта 1836 года (по другим данным 1834); внучка (по матери) сенатора Д. Б. Мертваго. Получив домашнее образование, она провела большую часть детства за границей, а в 1852 году вышла замуж за Владимира Павловича Безобразова, служившего тогда в департаменте неокладных сборов министерства финансов, директором которого был отец Елизаветы Дмитриевны. Считая своё образование недостаточным, она занялась его завершением; прекрасное знание европейских языков (французский, английский и итальянский) дало ей возможность ознакомиться в подлинниках с сочинениями по разным отраслям знания, но преимущественно она читала книги по экономике, а также сочинения по философии, истории и литературе.
Природная скромность и нежелание выставлять напоказ своё литературное дарование заставляли Безобразову писать в иностранных журналах и скрывать своё имя под разными псевдонимами. Литературная ее деятельность началась в 1869 году, когда она поместила первую свою статью об И. С. Тургеневе в итальянском журнале «Rivista Europea», затем она была сотрудницей многих других иностранных журналов.
Десять лет она писала корреспонденции о России в «Journal des Débats» под инициалами «T. S.» (Tatiane Swetow, Татьяна Светова); публиковалась также в «Nouvelle Revue», «Revue Suisse», «Contemporary Review», «Journal des Economistes»; в одном из выпусков последнего (октябрь, 1873 года) была напечатана её статья, довольно интересная по новизне мыслей для того времени: «L'émancipation de la femme considérée dans ses rapports avec le socialisme et l'économie politique»; разобрав учения социалистов и экономистов об эмансипации женщин, автор приходит к заключению, что вопрос о свободе женщины, есть вопрос прежде всего экономический.
С 17 апреля 1876 года Елизавета Дмитриевна Безобразова помещала дважды в месяц фельетоны в «Journal de S.-Pétersbourg», под заглавием «Chronique». Почти все её статьи были посвящены России и отличались точными сведениями и блестящим изложением. В этих разнообразных по своему содержанию фельетонах Безобразова давала характеристику русского общества, знакомила читателей с новыми книгами, касалась общественных вопросов, полемизировала с представителями периодической печати. Последний её фельетон, помещенный уже по смерти ее в «Nouvelle Revue», был посвящен женским типам в русской литературе.
На русском языке Безобразова, под псевдонимом «Е. Васильевская» издала только одну детскую книгу: «Отдых», выдержавшую два издания в 1874 и 1884 гг. Книга эта, состоящая из двух рассказов, одного оригинального и другого переводного с английского (известной писательницы мисс Мартино), очень хорошо была встречена читающей публикой и прессой, как прекрасное чтение для детей, как издание выдающееся в детской литературе по занимательности изложения и прекрасному языку.
С двумя своими подругами (E. A. Богушевич и С. А. Никитенко) Безобразова в 1870-х годах издавала переводные романы под общим заглавием: «Для легкого чтения».
Елизавета Дмитриевна Безобразова умерла 6 сентября 1881 года в Царском Селе от чахотки и была похоронена на кладбище села Большое Кузьмино.

## Дети
- Мария (29.05.1854—1914) — философ, историограф, педагог, журналист и деятель женского движения.
- Ольга (09.08.1855[8]— ?), крещена 12 августа 1855 года в Симеоновской церкви при восприемстве деда Д. Н. Маслова и бабушки Е. П. Безобразовой.
- Павел (1859—1918) — историк, учёный-византинист, публицист, прозаик, переводчик.
- Дмитрий (1862— после 1917) — управляющий Тифлисской конторой Государственного банка, камергер.